# Феникс в ярости
«Феникс в ярости» (тайск. จีจ้า ดื้อ สวย ดุ, также известный как Raging Phoenix) — фильм 2009 года о тайских боевых искусствах. В главной роли Янин «ДжиДжа» Визмистананда, который является её вторым фильмом.

## Сюжет
Молодую девушку Дью бросает парень, и она с горя напивается. Ее пытаются похитить, но на помощь приходит бригада бродяг-алкоголиков: мастер Саним, Ки Му и длинноволосый Ки Ма. Позже к ним присоединяется загадочный Ки Квай, волосы которого заплетены в дреды. Они берут ее под свою опеку и обучают приёмам боевого искусства Мейрайют - состоящего из «пьяного» тайского бокса и танцевальных движений из хип-хопа. Теперь Дью сможет не только постоять за себя, но и отомстить всем своим обидчикам, которые сделали ее жизнь невыносимой.

## В ролях
- Янин «ДжиДжа» Визмистананда — Deu
- Kazu Патрик Танг — Sanim
- Нуи Saendaeng — Му Ки (Свинья Shit)
- Сомпонг Lertwimonkaisom — Ма Ки (Собака Shit)
- Boonprasayrit Salangam — Ки-Квай (Bull Shit)
- Jindasee Roongtawan